# Santa Cruz (Occidental Mindoro)
Santa Cruz ist eine philippinische Stadtgemeinde in der Provinz Occidental Mindoro. Sie hat 37.484 Einwohner (Zensus 1. August 2015).

## Baranggays
Santa Cruz ist politisch in elf Baranggays unterteilt.
- Alacaak
- Barahan
- Casague
- Dayap
- Lumangbayan
- Mulawin
- Pinagturilan (San Pedro)
- Poblacion I (Barangay 1)
- San Vicente
- Poblacion II (Barangay 2)
- Kurtinganan